# 1948 في السويد
فيما يلي قوائم الأحداث التي وقعت خلال عام 1948 في السويد.

## أفلام
من الأفلام التي صدرت هذه السنة في السويد:
- 1 يناير – السجن من إخراج إنغمار برغمان.

## مواليد

### فبراير
- 3 فبراير – هينينغ مانكل
- 5 فبراير – سفين يوران إريكسون لاعب ومدرب كرة قدم سويدي.

### مايو
- 5 مايو – آنا بيرغمان ممثلة سويدية.
- 13 مايو – جيفري إيفانز

### يونيو
- 9 يونيو – غودرون شيمان

### يوليو
- 16 يوليو – لارس لاغربك لاعب ومدرب كرة قدم سويدي.
- 27 يوليو – هانس روسلينج

### أغسطس
- 19 أغسطس – تومي سودربيرغ لاعب ومدرب كرة قدم سويدي.

### أكتوبر
- 17 أكتوبر – سوني يوهانسون لاعب كرة قدم سويدي.

### ديسمبر
- 6 ديسمبر – كيكي روزبرغ

### مايو
- 26 مايو – تورستن بيرجستروم (مواليد 1896)

### سبتمبر
- 17 سبتمبر – فولك برنادوت (مواليد 1895) دبلوماسي سويدي.